# Jordbävningen i Västerbotten 2010
Jordbävningen i Västerbotten 2010 ägde rum den 15 juni 2010 klockan 22.30.48,35 och hade enligt USA:s geologiska institut en magnitud av 4,1 på Richterskalan och kändes över stora delar av Västerbotten. Under den följande natten inträffade sju mindre efterskalv, det största med magnitud ett. Skalvet kändes även i Österbotten i Finland. Epicentrumet låg i Övre Bäck, cirka 3 mil söder om Skellefteå. Skalvet inträffade cirka 15 km under markytan. Inga skador rapporterades.